# Misurando
Il misurando è la grandezza che si intende misurare, secondo il Vocabolario Internazionale di Metrologia terza edizione del 2007 (VIM 3 ).

## Definizione
Nella seconda edizione del Vocabolario Internazionale di Metrologia del 1993 e nella norma IEC 60050300:2001 il misurando era definito come la «grandezza sottoposta a misurazione».
Il VIM 3 precisa che la specificazione di un misurando richiede:
1. la conoscenza della specie di grandezza
2. la descrizione dello stato del fenomeno, del corpo o della sostanza di cui la grandezza costituisce una proprietà (includendo tutti i componenti rilevanti) e
3. le entità chimiche in gioco

Spesso in chimica al posto di «misurando» sono impiegati termini quali «analita», o il nome di un composto. Per il VIM 3 l'uso è improprio, in quanto questi termini della chimica non designano delle grandezze, come è definito il misurando. È importante sottolineare infatti che col termine «misurando» non ci si riferisce all'oggetto o al fenomeno su cui si sta eseguendo una misurazione, ma ad una specifica grandezza che caratterizza questi ultimi. Per esempio, quando rileviamo la temperatura di un liquido, il misurando non è il liquido, ma la temperatura del medesimo.